# Shankar Purushottam Agharkar
Shankar Purushottam Agharkar (1884 - 1960) foi um botânico indiano.